# Stazione di Rosà
La stazione di Rosà è una fermata ferroviaria posta sulla linea Bassano del Grappa-Padova. Serve il centro abitato di Rosà.
Insieme alla stazione di Rossano Veneto è una delle due stazioni ferroviarie presenti nel territorio comunale di Rosà.
La gestione degli impianti è affidata a Rete Ferroviaria Italiana.

## Movimento
La stazione è servita da treni regionali svolti da Trenitalia nell'ambito del contratto di servizio stipulato con la Regione del Veneto.